# Jernved Kirke
Jernved Kirke ligger mellem landsbyerne Jernved og Jernvedlund ca. 10 km N for Ribe (Region Syddanmark).

## Eksterne kilder og henvisninger
- Wikimedia Commons har flere filer relateret til Jernved Kirke
- Jernved Kirke på KortTilKirken.dk
- Jernved kirke i bogværket Danmarks Kirker (udg. af Nationalmuseet)